# Ladylike
Ladylike è il quarto e ultimo album in studio del gruppo musicale pop tedesco Monrose, pubblicato nel 2010.

## Tracce
1. This Is Me – 3:42
2. Superstar DJ – 3:36
3. Like a Lady – 3:11
4. Don't Take It Personal – 3:23
5. Doing Fine – 3:30
6. Definition Of A Woman – 3:40
7. Love Must Carry On – 3:22
8. Breathe You In – 4:08
9. All Or Nothing – 3:54
10. No No No – 3:38
11. Catwalk V-O-G-U-E – 2:48
12. Mono – 3:20
13. I Surrender (traccia nascosta) – 4:06

## Singoli estratti
- Like a Lady (28 maggio 2010)
- This Is Me (27 agosto 2010)
- Breathe You in (3 dicembre 2010)

## Formazione
- Mandy Capristo
- Senna Guemmour
- Bahar Kızıl

## Classifiche
| Classifica (2010) | Posizione massima |
| ----------------- | ----------------- |
| Germania          | 10                |